# Сан-Мігел-дус-Кампус (мікрорегіон)

Мікрорегіон Сан-Мігел-дус-Кампус на карті штату Алагоас

Сан-Мігел-дус-Кампус (порт. Microrregião de São Miguel dos Campos) — мікрорегіон в Бразилії, входить в штат Алагоас. Складова частина мезорегіону Схід штату Алагоас.

## Склад мікрорегіону
До складу мікрорегіону включені наступні муніципалітети:
1. Анадія
2. Бока-да-Мата
3. Кампу-Алегрі
4. Коруріпі
5. Жекія-да-Прая
6. Жункейру
7. Ротейру
8. Сан-Мігел-дус-Кампус
9. Теотоніу-Вілела

| Бразилія | Це незавершена стаття з географії Бразилії. Ви можете допомогти проєкту, виправивши або дописавши її. |